# Don Quijote av La Mancha
Don Quijote av La Mancha (originaltitel: Don Quijote de La Mancha) är en spansk tecknad TV-serie om Don Quijote. Serien visades 1979–1980 i kanalen Televisión Española. Ledmotivet heter Don Quijote y Sancho.
Serien visades i SVT 1982–1983 och 1988.

## Svenska röster
- Jan Blomberg – Don Quijote
- Peter Harryson – Sancho Panza
- Ingvar Kjellson – Cervates
- Övriga röster – Börje Ahlstedt, Björn Gustafson, Katarina Gustafsson, Ulla Sjöblom, Solveig Ternström, Bert-Åke Varg, Staffan Hallerstam, John Harryson, Sven Erik Vikström, Lars Lind, Per Myrberg, Ulla Akselson, Heinz Hopf, Nils Eklund, Carl Johan Falkman, Frej Lindqvist, Anita Wall, Stellan Skarsgård, Beatrice Järås, Gösta Prüzelius
- Sång – Lena Ericsson, Diana Nunez, Liza Öhman, Leif Engdahl, Summertime
- Regi och textbearbetning – Per-Arne Ehlin
- Översättning – Maria Dahl efter Edvard Lidforss
- Sångtexter – Inger Sjöstrand
- Producenter – Elisabeth Lysander, Per-Arne Ehlin
- Svensk version producerad av Sveriges Television[1]